# 武田知弘
武田 知弘（たけだ ともひろ、1967年 - ）は、日本の文筆家。フリーライター。
主な著書に、『ナチスの発明』『ヒトラーの経済政策』『大日本帝国の真実』『大日本帝国の経済戦略』などがある。

## 経歴
1967年福岡県出身。西南学院大学経済学部中退。1991年にノンキャリア職員として大蔵省に入省。1998年から執筆活動を開始。
1999年に大蔵省退官後、出版社勤務などを経て、フリーライターとなる。

## 専門家からの指摘

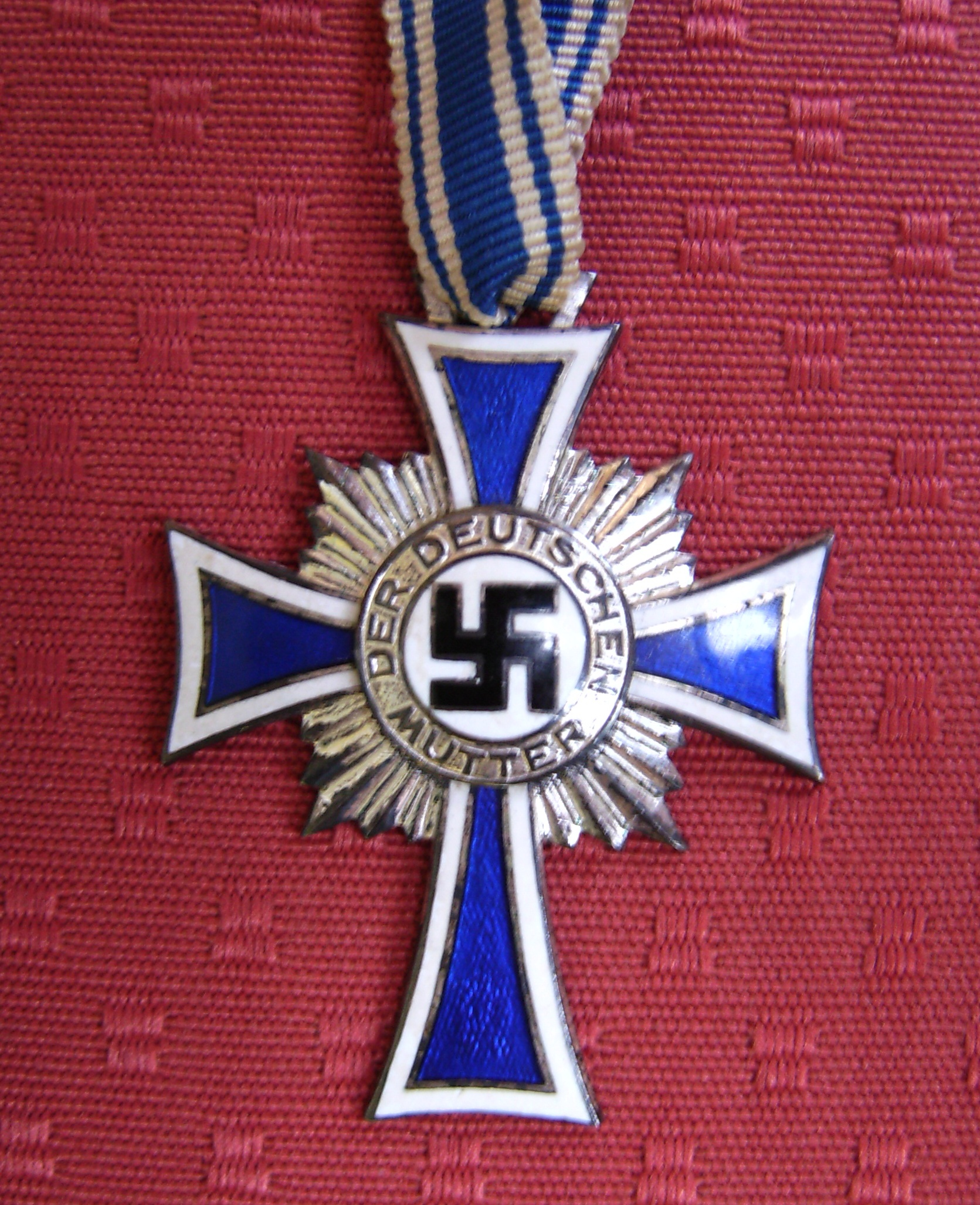
6人もしくは7人の子を生んだ母親に授与された二級母親名誉十字章銀章

2006年に出版された著書『ナチスの発明』の記述には複数の間違いがあることが専門家から指摘されている。
- 武田は同書のなかで、「税金の源泉徴収を始めたのもナチス・ドイツである」と述べ、「人類への功績」「偉大な発明や発見」として正当に評価されるべきだと主張した[9]。しかし、「源泉徴収」は、イギリスでは1803年に、アメリカでは1862年に導入されており、ドイツではワイマール時代初期に、エルツベルガー財務相の税制改革により1920年に導入されていた[8][9][10][11]。武田の「源泉徴収はナチスの発明」論は、源泉徴収をめぐる議論を間違った方向に導き、戸矢学『カリスマのつくり方』（2008年）、斎藤貴男『ちゃんとわかる消費税』（2014年）、舛添要一『ヒトラーの正体』（2019年）[12]、大村大次郎『脱税の世界史』（2021年、執筆協力・武田知弘[13]）などの著書により、ナチス起源説が定着した[9]。
- ナチスの政策について「世界を変えるような発明、発見をいくつも行っている」「世界に先駆けて八時間労働制を実施し、有給休暇を義務付けた」と書いているが、間違いである[8][9]。「八時間労働制」は1919年に国際労働機関（ILO）により国際的基準として確立され[14]、ドイツではワイマール時代には定着していた[8][15]。「有給休暇」は、ナチ政権下で付与を義務付けた法令は出されなかった[8]。「発明、発見」については、ナチスの政策にオリジナルな部分はほぼなかった[8]。
- ナチスの家族政策について「世界で初めて少子化問題を克服した」「女性に様々な配慮をしていたナチス・ドイツは子育て大国だったのだ」と称賛しているが、1940年時点の一家族あたりの子どもの数は1.8人であり、子どもを増やすことには繋がらなかった[8]。また、出産奨励策はナチスにとって有用・優秀と認められた者のみが対象であり、女性が仕事を辞めることを給付の前提とし、子どもを産まない者には罰金が科されたり、障害者には強制断種や強制的な安楽死（殺害）が行われていた[8][16]。

## 著書
- 『ナチスの発明』彩図社、2006[8][9][17]
- 『教科書には載っていない！ワケありな国境』彩図社、2008 のちちくま文庫[18]
- 『教科書には載っていない！ 戦前の日本』彩図社、2009 「戦前の生活 大日本帝国の"リアルな生活誌"」ちくま文庫
- 『ヒトラーの経済政策』祥伝社新書、2009
- 『ヒトラーとケインズ いかに大恐慌を克服するか』祥伝社新書、2010
- 『教科書には載っていない ワケありな紛争』彩図社、2010
- 『織田信長のマネー革命 経済戦争としての戦国時代』ソフトバンク新書、2011[19]
- 『教科書には載っていない 大日本帝国の真実』彩図社、2011[3]
- 『ビートルズのビジネス戦略』祥伝社新書、2011[20]
- 『ワケありな日本経済 消費税が活力を奪う本当の理由 官庁データから読み解く』ビジネス社、2011
- 『生活保護の謎』祥伝社新書、2012[21][22]
- 『税金は金持ちから取れ 富裕税を導入すれば、消費税はいらない』金曜日、2012
- 『史上最大の経済改革"明治維新"』イースト・プレス、2013
- 『昭和30年代の「意外」な真実 "日本が熱かったころ"に隠されたウソとホント』だいわ文庫  2013
- 『じつは身の回りにあふれている日本の「すごい」発明』だいわ文庫、2013
- 『大日本帝国の国家戦略 日本はなぜ短期間でアジア最強になったのか？』彩図社、2013
- 『「桶狭間」は経済戦争だった 戦国史の謎は「経済」で解ける』青春新書INTELLIGENCE 2014
- 『オリンピックの「意外」な真実 夏冬五輪の"熱いドラマ"と"仰天の舞台裏"』だいわ文庫 2014
- 『「新富裕層」が日本を滅ぼす 金持ちが普通に納税すれば、消費税はいらない!』森永卓郎監修 中公新書ラクレ 2014[23]
- 『教科書には載っていない 太平洋戦争の大誤解』彩図社 2015
- 『教科書には載っていない 大日本帝国の発明』彩図社 2015
- 『大日本帝国の経済戦略』祥伝社新書 2015
- 『悲運の日本史 志半ばで斃れた者たち』笠倉出版社 2015
- 『なぜヒトラーはノーベル平和賞候補になったのか』ビジネス社 2015
- 『楽して人生がうまくいく○○の法則100』宝島社 2015
- 『教科書には載っていない！ 戦前の日本』彩図社 2016
- 『世界一自由で差別のない国・日本』KKベストセラーズ 2016[1]
- 『ヒトラーとトランプ』2017
- 『マネー戦争としての第二次世界大戦』2017
- 『大日本帝国をつくった男　初代内閣総理大臣・伊藤博文の功罪』2018
- 『経済で謎を解く 関ヶ原の戦い』2018
- 『本当はスゴイ！血液型』ビジネス社 2018[24]
- 『世界を変えたユダヤ商法』2019
- 『経済改革としての明治維新』2019
- 『福沢諭吉が見た150年前の世界～『西洋旅案内』初の現代語訳～』2021
- 『教科書には載っていない 太平洋戦争の大誤解』2021
- 『吉田松陰に学ぶ最強のリーダーシップ論【超訳】留魂録』2022